# ムリナリニ (小惑星)
ムリナリニ (2986 Mrinalini) は小惑星帯の小惑星。トム・ゲーレルスとファン・ハウテン夫妻によって発見された。
インドの古典舞踊のダンサーで Darpana Academy of Performing Artsの設立者であるムリナリニ・サラバイ (en:Mrinalini Sarabhai) から命名された。